# Сад пыток
«Сад пыток», или «Сад мучений» (фр. Le Jardin des supplices) — роман французского прозаика, драматурга и
журналиста Октава Мирбо, впервые опубликованный в 1899 году, в разгар скандала вокруг дела Дрейфуса. Роман жестоко критикует лицемерие европейской цивилизации, кровавый «закон убийства», лежащий в основе английского и французского
колониализма; содержит язвительные выпады против буржуазной
морали и капиталистического государственного устройства,
основанных на убийстве.

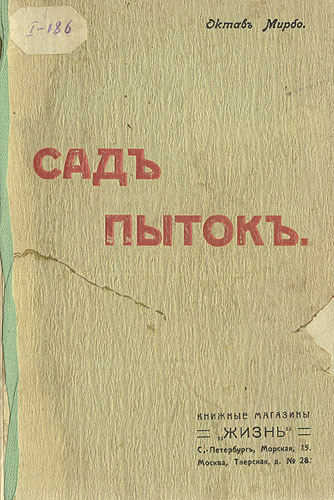
Сад пыток, жизнь, 1910

Роман открывается ироничным посвящением: «Священникам,
солдатам, судьям, людям, воспитывающим, наставляющим и управляющим
людьми, посвящаю я эти страницы убийства и крови».

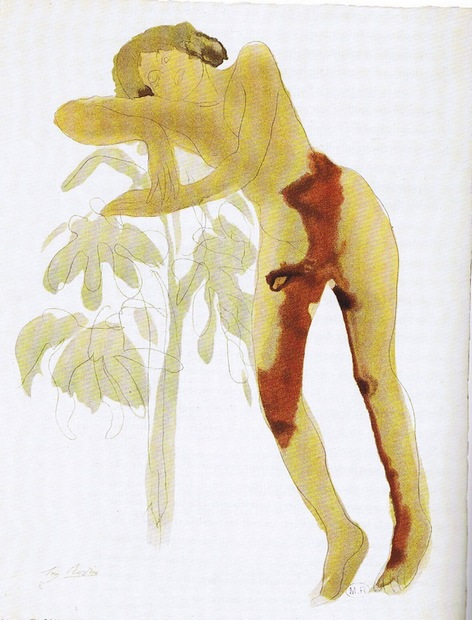
Огюст Роден, Le Jardin des supplices, 1902